# Tweede Kamerverkiezingen 2023/Kandidatenlijst/BVNL/Groep Van Haga
Dit is de kandidatenlijst voor de Tweede Kamerverkiezingen van 2023 van BVNL / Groep Van Haga zoals die op 13 oktober 2023 is vastgesteld door de Kiesraad.

## De lijst
- schuin: voorkeurdrempel overschreden

1. Wybren van Haga, Haarlem - 37.472 voorkeursstemmen
2. Henk Krol, Zeewolde - 1.472
3. Sieta van Keimpema, Nes - 4.284
4. René Dercksen, Bosch en Duin - 166
5. Nynke Koopmans - van der Veen, Tytsjerk - 977
6. Roy van Aalst, Hengelo (O) - 240
7. Imke Emons, Sevenum - 634
8. Shohreh Shahbazi Fishtali, Amersfoort - 557
9. Arjan de Kok, Noordeinde Gld - 74
10. Hans van Tellingen, Amstelveen - 252
11. Peter van der Velden, Hoogvliet Rotterdam - 153
12. Yernaz Ramautarsing, Amsterdam - 173
13. Carmen Bosscher, Heerhugowaard - 317
14. Harry Wijnschenk, Almere - 81
15. Sven-Åke Hulleman, Parijs (FR) - 1.756
16. Arjen Schuiling, Tynaarlo - 119
17. Tjitske Aline van der Veen, Kollumersweach - 126
18. Patrick Schilder, Volendam - 178
19. Siebe Jan Vogelzang, Dokkum - 74
20. Robert Pestman, Groningen - 205
21. Stefanie Vulders, Oisterwijk - 262
22. Daniëlle van der Wiele, Kerkwijk - 75
23. Robert Brunke, Vlissingen - 102
24. Mirjam Gorter-de Vos, Heerenveen - 109
25. Elbert van Dalen, Zaltbommel - 89
26. Kevin Wiersma, Oentsjerk - 46
27. Pascal van Kassel, Weesp - 33
28. Grite Wymenga-Kooistra, Drachten - 70
29. Saul Jonk, Volendam - 33
30. Cor Zuidema, Eastermar - 46
31. Camiel van der Meeren, Bergen op Zoom - 43
32. Charlotte Marie Mensing, 's-Gravenhage - 111
33. Frederique Durlacher, Hilversum - 68
34. Iwan Dienjes, Breda - 84
35. Maikel de Bekker, Bergen op Zoom - 31
36. Onno Laarhoven, Oegstgeest - 33
37. Roos Eradus, Oegstgeest - 55
38. Roel Westhoff, Nuth - 115
39. Marco Beverloo, Nederhemert - 34
40. Meindert van Buuren, Rockanje - 53
41. Alistair Overeem, Miami Beach (US) - 852
42. Frederike Thiessens, Apeldoorn - 115
43. Arjan Brouwer, Enschede - 55
44. Toine Manders, Maarheeze - 218
45. Bas Filippini, Ouderkerk aan de Amstel - 59
46. Willy Verweij, Nigtevecht - 53
47. Rob Elens, Venray - 415
48. Marcus Rolloos, Oegstgeest - 24
49. Johan Talsma, Dokkum - 71
50. Hans Smolders, Tilburg - 249

VVD · D66 · GroenLinks-PvdA · PVV · CDA · SP · Forum voor Democratie · Partij voor de Dieren · ChristenUnie · Volt · JA21 · SGP · DENK · 50PLUS · BBB · BIJ1 · Piratenpartij - De Groenen · BVNL / Groep Van Haga · Nieuw Sociaal Contract · Splinter · Libertaire Partij · LEF - Voor de Nieuwe Generatie · Samen voor Nederland · Nederland met een PLAN · PartijvdSport · Politieke Partij voor Basisinkomen